# Tomohide Nakazawa
Tomohide Nakazawa (中澤 友秀 Nakazawa Tomohide?), född 13 september 1980 i Kanagawa prefektur, är en japansk före detta fotbollsspelare.
Nakazawa började sin karriär 1999 i Denso. 2001 flyttade han till Yokohama FC. Han avslutade karriären 2002.